# Francis Galtier
Pour les articles homonymes, voir Galtier.
Francis Galtier, né le 11 mai 1907 à Croix et mort le 15 juin 1986 à Paris, est un athlète français.

## Carrière
Francis Galtier termine cinquième de la finale du relais 4 × 400 mètres masculin aux Jeux olympiques d'été de 1924 à Paris. 
Il est ensuite sacré champion de France du 400 mètres en 1926 à Colombes.